# ユー・ギヴ・ミー・サムシング
『ユー・ギヴ・ミー・サムシング』 (You Give Me Something)は、2001年のジャミロクワイの楽曲。

## 概要
- これまでのジャミロクワイのシングルCDはイギリスまたは日本で先行発売されるか、または世界同時発売されていたが、本楽曲に関してはドイツ、オーストリア、スイスで一番早く発売された(後述「発売履歴」参照)。日本での発売はそこから約3週間半後だった[1]。
- 楽曲「リトル・エル」はリーダーのジェイ・ケイの交際がうまくいっていない時を表しているのに対し、この楽曲はうまくいっている時の歌であると語られた[2](関係の詳細はジェイ・ケイ参照)。
- 上記の通り本楽曲と「リトル・エル」は対比的な状況を表した歌であるため、日本版のシングルには「リトル・エル」も含まれて発売された(後述「トラック・リスト」参照)。

## ミュージックビデオ
- 当初イビザ島での撮影を計画していたが、アメリカ同時多発テロ事件の影響で飛行機が飛ばす、急遽ロンドンのドックランズで収録された[3]。
- スケートボードのシーンでは技を2つ(360度回転とチック・タック)披露している。
- 出演者
  - ニック・ファイフ - ベース
  - デリック・マッケンジー - ドラム
  - ソラ・アキンボラ - パーカッション
  - ロブ・ハリス - ギター

## 売上ランキング
| 国別チャート(2001–2002)                  | 最高順位 position |
| ---------------------------------------- | ----------------- |
| オーストラリア (ARIA)                    | 34                |
| ベルギー (Ultratip Flanders)             | 8                 |
| ベルギー (Ultratip Wallonia)             | 3                 |
| Europe (Eurochart Hot 100)               | 49                |
| フランス (SNEP)                          | 30                |
| アイルランド (IRMA)                      | 40                |
| Italy (FIMI)                             | 20                |
| Netherlands (Dutch Tipparade 40)         | 11                |
| オランダ (Single Top 100)                | 86                |
| スコットランド (Official Charts Company) | 21                |
| スペイン (PROMUSICAE)                    | 17                |
| スイス (Schweizer Hitparade)             | 61                |
| UK シングルス (OCC)                      | 16                |
| UK R&B (OCC)                             | 6                 |
| US Dance Club Songs (Billboard)          | 2                 |

## 発売履歴
| 国             | 発売日         | 販売媒体形式                         | レーベル                  | Ref(s).       |
| -------------- | -------------- | ------------------------------------ | ------------------------- | ------------- |
| アメリカ       | 2001年11月6日  | リズミカル・コンテンポラリー・ラジオ | Epic                      | [ 19 ]        |
| ドイツ         | 2001年11月12日 | CD                                   | Sony Soho Square          | [ 20 ]        |
| オーストリア   | 2001年11月12日 | CD                                   | Sony Soho Square          | [ 20 ]        |
| スイス         | 2001年11月12日 | CD                                   | Sony Soho Square          | [ 20 ]        |
| アメリカ       | 2001年11月13日 | コンテンポラリー・ヒット・ラジオ     | Epic                      | [ 21 ]        |
| イギリス       | 2001年11月19日 | CD カセット DVD                      | Sony Soho Square          | [ 20 ] [ 22 ] |
| オーストラリア | 2001年11月26日 | CD                                   | Sony Soho Square Columbia | [ 23 ]        |

## トラック・リスト
日本盤CDシングル
1. ユー・ギヴ・ミー・サムシング (album version)
2. ユー・ギヴ・ミー・サムシング (Full Intention remix)
3. ユー・ギヴ・ミー・サムシング (King Unique session remix)
4. ユー・ギヴ・ミー・サムシング (Cosmos Deep Space remix)
5. ユー・ギヴ・ミー・サムシング (Blacksmithg RnB remix)
6. リトル・エル (Wounded Buffalo remix)
7. メイン・ヴェイン (live at Knebworth)